# Færøsk kædedans
Færøsk kædedans er en tradition fra middelalderen, der på Færøerne som et af få steder i Europa stadig praktiseres som en vigtig del af folkekulturen. Der danses til kvæði (folkeviser), som synges uden ledsagelse af instrumenter. En person synger for, denne kaldes skipari (skipper), ofte har han eller hun to til fire andre personer ved sin side, som kan hjælpe til, hvis det kniber med at huske teksten, som ofte er meget lang. Kvadene kan godt være over hundrede vers. Skridtene er de samme hele tiden, to til venstre og et til højre. Der danses ofte mere intenst og trampes mere, når visen handler om noget dramatisk. Personerne holder hinanden i hånden på en bestemt måde, højre albue lægges ind over naboen underarm. Udover den almindelige færøske kædedans eller runddans, finder der også mange dansespil eller danselege, som også danses til kvæði (ballader/viser), f.eks. Bandadansur (bånddans), Gamla keta (Gamle kæde), Sandoyardansur (Sandødansen) og Ríða Ediling.

## Historie
Indtil middelalderen var der en livlig udveksling mellem Færøerne og nabolandene, som f.eks. Norge og Island. På denne måde kom ring- eller kædedansen, der på det tidspunkt var udbredt over hele Europa, også til Færøerne. Da der ikke var tradition for at bruge musikinstrumenter, sang man lange folkeviser til dansen. Det danske handelsmonopol førte til, at øerne blev endnu mere isolerede, og da den kulturelle udveksling med nabolandene næsten ophørte, bevarede færingerne de gamle traditioner.
Færøsk dans består af tre forskellige elementer: den fortællende vise, den karakteristiske ringdans og den melodiske sang.
Færingerne indlever sig intenst i, hvad sangteksterne fortæller, ved f.eks. at hæve rytmen og stemmerne ved dramatiske tekster. Sproget har den dominerende rolle i dansen. De sungne færøske kædedanstekster kan inddeles i tre hovedgrupper: færøske kvædi, danske viser og færøske tættir. De vigtigste er sangviser, helteviser og folkeviser.
Mange af de ældste folkeviser er på dansk iblandet færøske ord, men de kvædes (synges) på Færøerne med færøsk udtale, såkaldt gøtudansk, de blev overleveret mundtligt i flere århundreder og blev først nedskrevet på Færøerne i det 17. århundrede bl.a. af Jens Christian Svabo i 1781-82. Det var først senere, at færøske kvad blev digtet af bl.a. Jens Christian Djurhuus. Først i slutningen af det 18. århundrede blev den første bog med viserne på færøsk "Qvæder om Sigurd Fafnersbane og hans æt" udgivet. Mange lokale blev interesseret i at bevare de gamle tekster, som i nutiden er opkaldt efter, hvor forfatteren kom fra. Den kendteste er Sandoyarbók med 93 viser, der er skrevet mellem 1821 og 1831 af Johannes Klemmesen (kaldet Jóannes í Króki). I 1872 tog Svend Grundtvig initiativet til at de allerede nedskrevne færøske folkeviser der fandtes i forskellige ældre håndskrifter (bl.a. Sandoyarbók som Svend Grundtvig erhvervede i 1872) blev samlet og afskrevet af svogeren Jørgen Bloch (udgivet af Christian Matras og N. Djurhuus: Føroya kvæði, Corpus Carminum Færoensium, a S. Grundtvig et J. Bloch comparatum I-VI, 1944-72). 